# Confidences trop intimes
Pour plus de détails, voir Fiche technique et Distribution.
Confidences trop intimes est un film français réalisé par Patrice Leconte sorti en 2004.

## Synopsis
Anna a rendez-vous pour un premier contact avec le docteur Monnier, psychanalyste. stressée par ce premier rendez-vous, elle sonne à la mauvaise porte et est accueillie par M. Faber, un conseiller fiscal dont son bureau est mitoyen de celui du docteur Monnier. Ignorant tout de la méprise d'Anna, il la prend au premier abord, pour une cliente. Il commence à l'écouter, ayant l'habitude dans l'exercice de son métier que ses clients lui déballent des confidences très personnelles de leurs vies. C'est ainsi, qu'elle lui confie ses secrets les plus intimes de sa vie maritale. M. Faber finit par se rendre compte de la méprise, mais ne trouve pas le courage de lui avouer la vérité. Troublé par la discussion, et cherchant à la joindre, il va demander ses coordonnées au véritable docteur Monnier. Ce dernier lui rétorque qu'il n'a pas le droit de communiquer les coordonnées d'une cliente, et que M. Faber ayant entamé une psychanalyse avec cette dame, il doit aller au bout du processus. Il en profite pour prodiguer une consultation à son voisin fiscaliste. Lorsque Anna découvre la vérité, elle continue à lui rendre visite et lui fait des confidences de plus en plus intimes. Il se lie entre eux une relation étrange, l'un ne pouvant plus se passer de l'autre...

## Fiche technique
- Titre : Confidences trop intimes
- Titre anglophone : Intimate Strangers
- Réalisateur : Patrice Leconte
- Scénariste : Patrice Leconte, Jérôme Tonnerre
- Producteur : Alain Sarde
- Montage : Joëlle Hache
- Directeur de la photographie : Eduardo Serra
- Musique : Pascal Estève
- Premier assistant réalisateur : Hubert Engammare
- Décors : Ivan Maussion
- Costumes : Annie Perier-Bertaux
- Société de production : Les Films Alain Sarde, Assise Production, Zoulou Films, France 3 Cinéma
- Société de distribution : Studiocanal
- Genre : drame, romance et thriller
- Pays d'origine :  France
- Durée : 104 minutes
- Format : 35 mm, couleurs, son Dolby Digital DTS
- Budget : 5,34 millions €
- Date de sortie : France : 25 février 2004

## Distribution
- Sandrine Bonnaire : Anna
- Fabrice Luchini : William Faber
- Michel Duchaussoy : docteur Monnier
- Anne Brochet : Jeanne
- Gilbert Melki : Marc
- Laurent Gamelon : Luc
- Hélène Surgère : Madame Mulon
- Urbain Cancelier : Chatel
- Isabelle Petit-Jacques : la secrétaire du docteur Monnier
- Véronique Kapoian : la gardienne
- Benoît Pétré : le coursier
- Albert Simono : Monsieur Michel
- Claude Dereppe : le client douane
- Aurore Auteuil : l'étudiante Nabokov
- Ludovic Berthillot : le déménageur
- Sabrina Brezzo : l'assistante danse

## Adaptation théâtrale
- 2007 : Confidences trop intimes de Jérôme Tonnerre, mise en scène Patrice Leconte, théâtre de l'Atelier